# گرگوری لا کاوا

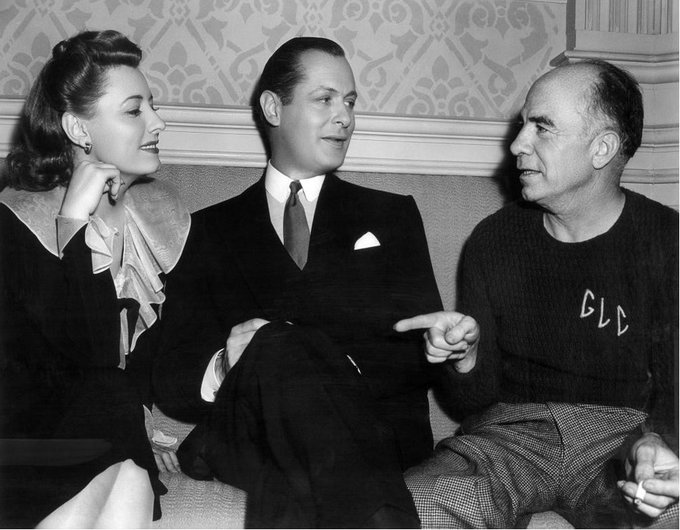
گرگوری لا کاوا

گرگوری لا کاوا (انگلیسی: Gregory La Cava; ۱۰ مارس ۱۸۹۲ – ۱ مارس ۱۹۵۲) کارگردان اهل ایالات متحده آمریکا بود که بیشتر با فیلم‌هایش در دههٔ ۱۹۳۰ همچون مرد من گادفری و در صحنه شناخته می‌شود.